# João Álvares Fagundes

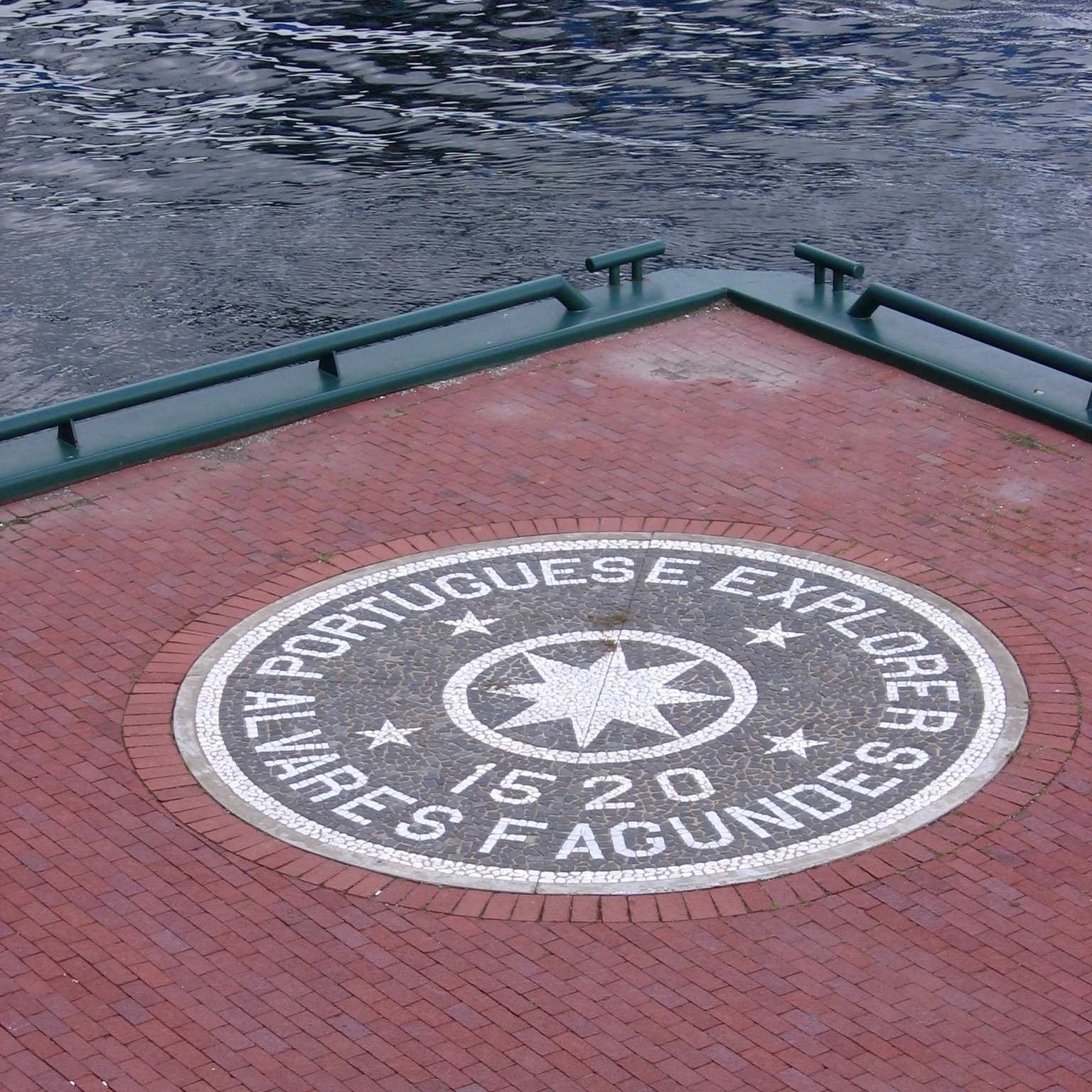
Plaque honorant Fagundes, située près du havre de Halifax, en Nouvelle-Écosse.

João Álvares Fagundes est un explorateur portugais natif de Viana do Castelo. L’expédition qu’il mène vers 1520 constitue la première tentative de colonisation européenne en Amérique du Nord depuis l'âge des Vikings.

## Biographie
Une chronique écrite en 1570 raconte que deux navires se sont d'abord rendus à Terre-Neuve vers 1520. Le climat y étant hostile, l'expédition s'est ensuite déplacée à l'île du Cap-Breton, où Fagundes établit une colonie. Les navires furent cependant perdus et les colons durent demander à des pêcheurs basques de transmettre des nouvelles au Portugal. Jean Alfonse écrit vers 1542 que les colons avaient été tués par les autochtones;  en 1607 Samuel Champlain attribue plutôt l'abandon de la colonie aux rigueurs de l'hiver.
Des lettres patentes signées en 1521 chargent Fagundes de l'exploration du continent nord-américain et nomment les lieux qu'il a déjà explorés. À la suite de ces voyages, les îles Saint-Pierre-et-Miquelon, l'île du Cap-Breton (nommée île Royale) et le littoral de la Baie de Fundy apparaissent sur les cartes portugaises.

## Articles annexes
- Colonisation portugaise des Amériques